# Database of Origin and Registration
Die Database of Origin and Registration (DOOR) der Generaldirektion Landwirtschaft und ländliche Entwicklung der Europäischen Kommission war eine Datenbank aller in der Europäischen Union produzierten Lebensmittel mit geschützten Bezeichnungen. Sie wurde mit 31. Dezember 2019 durch die weiter gefasste Online-Datenbank eAmbrosia abgelöst.

## Schutzart

EU-Gemeinschaftszeichen für Produkte mit geschützter Ursprungsbezeichnung (g.U.)

EU-Gemeinschaftszeichen für Produkte mit geschützter geografischer Angabe (g.g.A.)

Das EU-Gemeinschaftszeichen für Produkte, die als garantiert traditionelle Spezialität (g.t.S.) ausgezeichnet werden

In der Datenbank waren drei verschiedene Schutzarten verzeichnet:
- geschützte Ursprungsbezeichnung
- geschützte geografische Angabe
- garantiert traditionelle Spezialität

Die Bezeichnungen und Abkürzungen sind in allen 24 Amtssprachen der Europäischen Union verfügbar. Dadurch tragen die Produkte bei gleicher Herkunft, je nach Land, verschiedene Bezeichnungen.

### Beispiele in Englisch, Französisch, Spanisch und Italienisch
- geschützte Ursprungsbezeichnung (g.U.)
  - PDO – Protected Designation of Origin
  - AOP – Appellation d’origine protégée
  - DOP – Denominación de Origen Protegida
  - DOP – Denominazione d’origine protetta
- geschützte geografische Angabe (g.g.A.)
  - PGI – Protected Geographical Indication
  - IGP – Indication géographique protégée
  - IGP – Indicación Geográfica Protegida
  - IGP – Indicazione geografica protetta
- garantiert traditionelle Spezialität (g.t.S.)
  - TSG – Traditional Speciality Guaranteed
  - STG – Spécialité traditionnelle garantie
  - ETG – Especialidad Tradicional Garantizada
  - STG – Specialità tradizionale garantita